# Girella
La girella és un embotit típic del Pallars Jussà, el Pallars Sobirà i l'Alta Ribagorça a Catalunya i el Sobrarb, el Somontano de Barbastre i la Ribagorça a l'Aragó on rep el nom de chireta. Té com a ingredients principals l'arròs i els menuts (tripes, freixura i cor) del corder (xai). És documentat des del segle xv.

## Curiositats
Al poble pirinenc d'Escalona en el Sobrarb (Aragó) se celebra tots els anys des de 2002 el "Festival de la Chireta d'Escalona". En aquesta primera edició es va aconseguir un rècord Guinness, fent a girella més llarga i més pesada del món amb 103,75 metres de llargària i un pes de 220 kg.